# Carlo Mupo
Carlo Mupo (Avellino, 20 aprile 1935 – Roma, 17 marzo 2023) è stato un calciatore italiano, di ruolo difensore.
Ha giocato in Serie A col Bari fra il 1958 ed il 1961 e fra il 1963 ed il 1964.

## Carriera
Fratello di Pasquale Mupo, anche lui calciatore professionista, cominciò la sua carriera giovanissimo nella squadra della sua città, l'Avellino, per poi passare al Foggia in IV Serie nel 1954. La stagione successiva passò al Bari, in cui militò sette stagioni, quattro di Serie A e tre di Serie B, collezionando in tutto 125 presenze, senza nessuna rete. Nel 1964 andò alla Reggina in Serie C, dove ottenne la promozione in Serie B, la prima nella storia della squadra calabrese. Giocò poi tre stagioni di Serie B con la Reggina, fino al suo ritiro. Vestì la maglia amaranto 84 volte, siglando anche due reti.
In carriera ha totalizzato complessivamente 85 presenze in Serie A e 103 presenze e 2 reti in Serie B.
Ha ricoperto il ruolo di direttore sportivo dell'Avellino e fu tra i padri fondatori dell’AIC, nonché primo Segretario Generale del 1968 al 1972.

## Statistiche

### Presenze e reti nei club
| Stagione  | Squadra  | Serie    | Presenze | Gol |
| --------- | -------- | -------- | -------- | --- |
| 1953-1954 | Avellino | IV Serie | -        | -   |
| 1954-1955 | Foggia   | IV Serie | 26       | 1   |
| 1955-1956 | Foggia   | IV Serie | 28       | -   |
| 1956-1957 | Foggia   | IV Serie | 33       | -   |
| 1957-1958 | Bari     | Serie B  | 3        | -   |
| 1958-1959 | Bari     | Serie A  | 23       | -   |
| 1959-1960 | Bari     | Serie A  | 29       | -   |
| 1960-1961 | Bari     | Serie A  | 9        | -   |
| 1961-1962 | Bari     | Serie B  | 13       | -   |
| 1962-1963 | Bari     | Serie B  | 24       | -   |
| 1963-1964 | Bari     | Serie A  | 24       | -   |
| 1964-1965 | Reggina  | Serie C  | 21       | -   |
| 1965-1966 | Reggina  | Serie B  | 29       | -   |
| 1966-1967 | Reggina  | Serie B  | 18       | 2   |
| 1967-1968 | Reggina  | Serie B  | 16       | -   |

## Palmarès

### Club

#### Competizioni nazionali
- Promozione in Serie A:2

Bari: 1958-1959, 1962-1963
- Serie C: 1

Reggina: 1964-1965